# Сад соснових хвиль
Са́д сосно́вих хви́ль (яп. 松濤園, しょうとうえん, сьотоен) — музейно-парковий комплекс на острові Сімо-Камаґарі, в місті Куре префектури Хіросіма, Японія. Присвячений історії морської станції Санносе. Розташований на березі бурхливої протоки Санносе Внутрішнього Японського моря. Складається з соснового парку та декількох музеїв: Музею порцеляни, Музею корейських посольств, Дому світла та Сторожки островів Камаґарі. Працює щодня з 9:00 до 17:00 за винятком вівторків та національних свят.

## Короткі відомості
- Музей порцеляни (яп. 陶磁器館, とうじきかん, тодзікі-кан)

Зберігає колекцію рідкісною китайської, корейської та японської порцеляни. В постійній експозиції представлено 80 експонатів. Серед японської кераміки можна побачити рідкісні твори шкіл Імарі, Кудані, Какіемон, Набесіма, тощо. Будівля музею — старий міщанський будинок, перенесений з острова Міядзіма префектури Хіросіма.
- Музей корейських посольств (яп. 朝鮮通信使資料館, ちょうせんつうしんししりょうかん, тьосен цусінсі сірьокан) або
Музей «Найсмачніших пригощань» (яп. 御馳走一番館, ごちそういちばんかん, ґо-тісо ітібан-кан)

Містить велику колекцію експонатів, присвячену перебуванням в Сімо-Камаґарі корейських послів, що прямували до сьоґунської резиденції в місті Едо. Посли зупинялися на острові 12 разів і особливо хвалили місцеву острівну кухню, визнаючи її найкращою в Західній Японії. В експозиції представлені корейські човни, макети посольських процесій та трапез, а також щоденники послів та звіти місцевих чиновників. Будівля музею — великий купецький будинок, перенесений з міста Тонамі префектури Тояма.
- Дім світла (яп. あかりの館, あかりのやかた, акарі-но-яката)

Зберігає колекцію різних ліхтарів та ламп з усього світу. Постійна експозиція вибудувана у хронологічному порядку. Найстаріші експонати — китайські теракотові лампи — датуються початком нашої ери. Містить унікальну підбірку «казкових» ламп. Будівля музею — садиба заможного сільського голови, перенесена з містечка Каміносекі префектури Ямаґуті.
- Сторожка островів Камаґарі (яп. 蒲刈島御番所, かまがりじまごばんしょ, камаґарі-дзіма го-бансьо)

Будинок 17 століття для вартових Хіросіма-хану, що виконували поліцейські функції в районі островів Сімо-Камаґарі, Камі-Камаґарі та сусідніх безлюдних островів. Зберігає інтер'єр та атмосферу службового приміщення періоду Едо.